# Nescina kohi
Espèce
Nescina kohi est une espèce d'araignées aranéomorphes de la famille des Synotaxidae.

## Distribution
Cette espèce est endémique de Singapour.

## Description
Le mâle holotype mesure 1,30 mm et la femelle paratype 1,44 mm.

## Systématique et taxinomie
Cette espèce a été décrite par Lin, Ballarin et Li en 2016.

## Étymologie
Cette espèce est nommée en l'honneur de Joseph Koh Kok Hong.

## Publication originale
- Lin, Ballarin & Li, 2016 : « A survey of the spider family Nesticidae (Arachnida, Araneae) in Asia and Madagascar, with the description of forty-three new species. » ZooKeys, no 627, p. 1-168.